# Budhiganga
Budhiganga (en népalais : बुढीगंगा) est un comité de développement villageois du Népal situé dans le district de Bajura. Au recensement de 2011, il comptait 4 042 habitants.